# Адмір Бристрич
Адмір Бристрич (босн. Admir Bristrić; нар. 28 квітня 2003, Тузла, Боснія і Герцеговина) — боснійський футболіст, нападник люблянської «Олімпії», який виступає в оренді за житомирське «Полісся».

## Клубна кар'єра
Народився в місті Тузла, але виріс у Градачаці. У 6-річному віці розпочав займатися футболом у «Тріумфі», перш ніж приєднатися до юнацької академії «Звєзда» (Градачаць). Потім провів нетривалий проміжок часу в академії хорватського клубу «Осієк», але через проблеми з документами його не змогли підписати і зареєструвати, через що в 2020 році Адмір повернувся до Боснії і Герцеговини, де підписав контракт зі «Зрінськи». Рік по тому перейшов до молодіжної команди «Слобода» (Тузла), а в червні 2021 року повернувся до Хорватії, де став гравцем «Рієки».
На початку 2022 року «Рієка» відправила його в піврічну оренду в «Хрватскі Драговоляц». У вище вказаному клубі дебютував у Першій лізі Хоратії, зіграв чотирнадцять матчів та 11 лютого відзначився своїм першим голом у кар’єрі в переможному (5:0) поєдинку проти «Шибеника».
У січні 2023 року переїхав до Словенії, де приєднався до «Олімпії» (Любляна) з Першої ліги Словенії. Про трансфер було оголошено 15 грудня 2022 року, підписав контракт до червня 2026 року. 22 лютого 2023 року відзначався першими двома голами за «Олімпію» в переможному (4:3) поєдинку чемпіонату проти «Гориці». 15 березня знову відзначився єдиним голом у переможному (1:0) матчу чемпіонату проти «Целє». З «Олімпією» Бристрич виграв Першу лігу Словенії 2022/23, відзначився 4-ма голами в 14-ти матчах чемпіонату.
16 червня 2024 року відправився в 1-річну оренду з правом викупу до «Полісся».

## Кар'єра в збірній
Представляв юнацьку збірну Боснії і Герцеговини (U-17). У 2019 році відіграв чотири матчі, в яких відзначився одним голом.
Свій перший матч у складі молодіжної збірної Боснії та Герцеговини 23 вересня 2022 року в програному (0:3) товариському матчі проти Швейцарії, в якому вийшов у стартовому складі.

## Статистика виступів

### Клубна
Станом на 27 жовтня 2023 року.
| Сезон                          | Команда                        | Чемпіонат                      | Чемпіонат | Чемпіонат | Нацю кубок | Нацю кубок | Нацю кубок | Конт. кубок    | Конт. кубок | Конт. кубок | Інші кубки | Інші кубки | Інші кубки | Загалом | Загалом |
| Сезон                          | Команда                        | Змаг.                          | Матчі     | Голи      | Змаг.      | Матчі      | Голи       | Змаг.          | Матчі       | Голи        | Змаг.      | Матчі      | Голи       | Матчі   | Голи    |
| ------------------------------ | ------------------------------ | ------------------------------ | --------- | --------- | ---------- | ---------- | ---------- | -------------- | ----------- | ----------- | ---------- | ---------- | ---------- | ------- | ------- |
| січ.-лип. 2022                 | «Хрватскі Драговоляц»          | 1 ХФЛ                          | 14        | 1         | -          | -          | -          | -              | -           | -           | -          | -          | -          | 14      | 1       |
| 2022-січ. 2023                 | «Рієка»                        | 1 ХФЛ                          | 1         | 0         | КХ         | 0          | 0          | ЛКУЄФА         | 0           | 0           | -          | -          | -          | 1       | 0       |
| січ.-лип. 2023                 | «Олімпія» (Любляна)            | 1 СФЛ                          | 14        | 4         | КС         | 3          | 0          | ЛКУЄФА         | -           | -           | -          | -          | -          | 17      | 4       |
| 2023-2024                      | «Олімпія» (Любляна)            | 1 СФЛ                          | 6         | 0         | КС         | 0          | 0          | ЛЧУ+ЛЄУ+ЛКУЄФА | 4+1+3       | 0           | -          | -          | -          | 14      | 0       |
| Загалом за «Олімпію» (Любляна) | Загалом за «Олімпію» (Любляна) | Загалом за «Олімпію» (Любляна) | 20        | 4         |            | 3          | 0          |                | 8           | 0           |            | -          | -          | 31      | 4       |
| Усього за кар'єру              | Усього за кар'єру              | Усього за кар'єру              | 35        | 5         |            | 3          | 0          |                | 8           | 0           |            | -          | -          | 46      | 5       |

## Досягнення
«Олімпія» (Любляна)
- Перша футбольна ліга Словенії
  -  Чемпіон (1): 2022/23

- Кубок Словенії
  -  Володар (1): 2022/23